# قصف كوري (يوليو 1945)

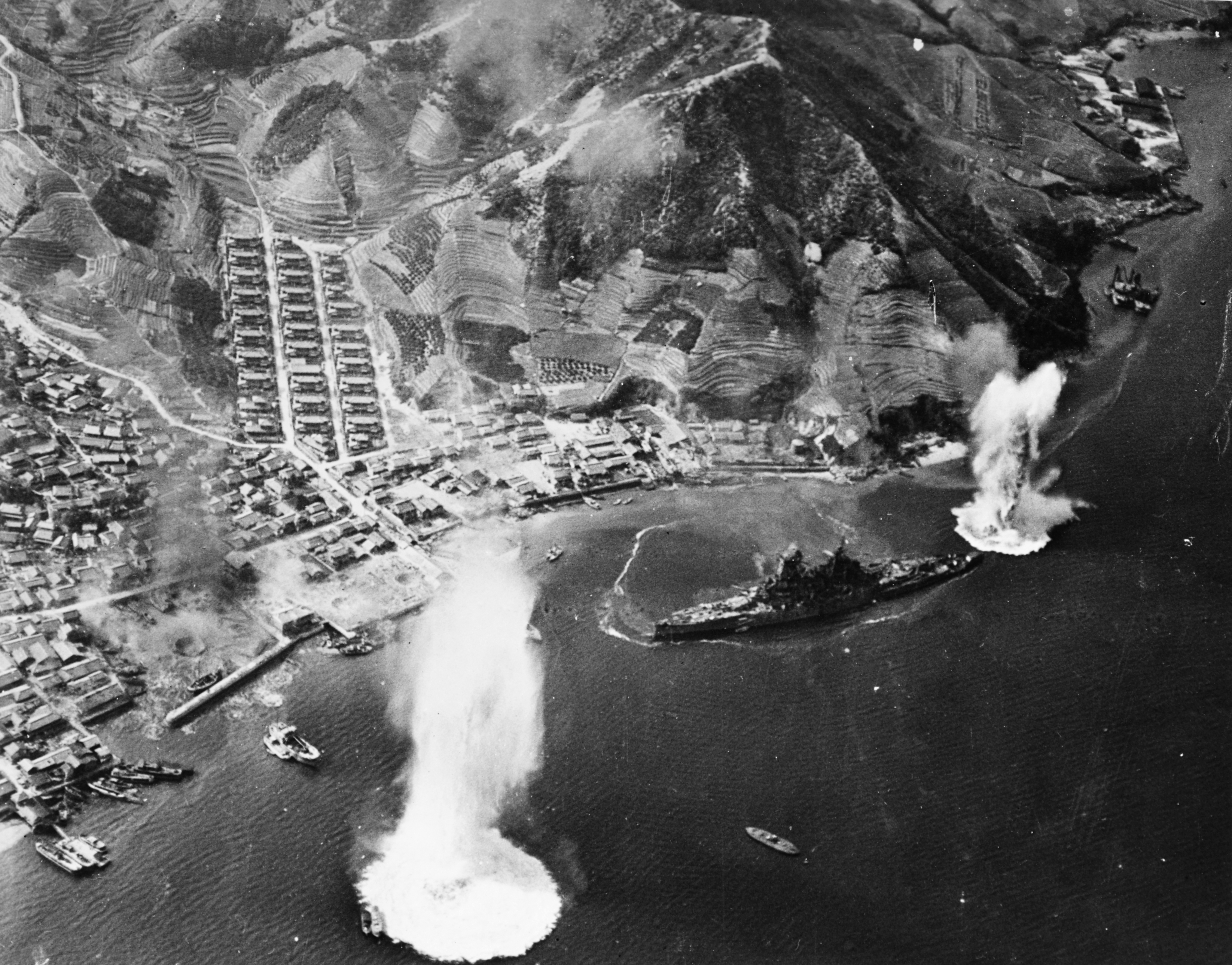
السفينة الحربية Haruna تتعرض لهجوم في 28 يوليو

قصف كوري والمناطق المحيطة بها، الذي نفذته طائرات تابعة لبحرية الولايات المتحدة والمملكة المتحدة في أواخر يوليو 1945، أدى إلى تدمير معظم السفن الحربية لبحرية الإمبراطورية اليابانية الناجية.
هجمات الاسطول الأمريكي الثالث على الترسانة البحرية في كوري بهيروشيما والموانئ المجاورة 24 و 25 و 28 يوليو 1945، أغرقت حاملة طائرات وثلاث سفن حربية وخمسة طرادات، وعدة سفن أصغر حجما. خلال نفس الفترة، هاجم الأسطول البريطاني في المحيط الهادئ أهداف أخرى في بحر سيتو الداخلي وأغرق فرقاطتين وعدة سفن أخرى أصغر، وتسببت في أضرار لحاملة طائرات المرافقة.

## معرض صور

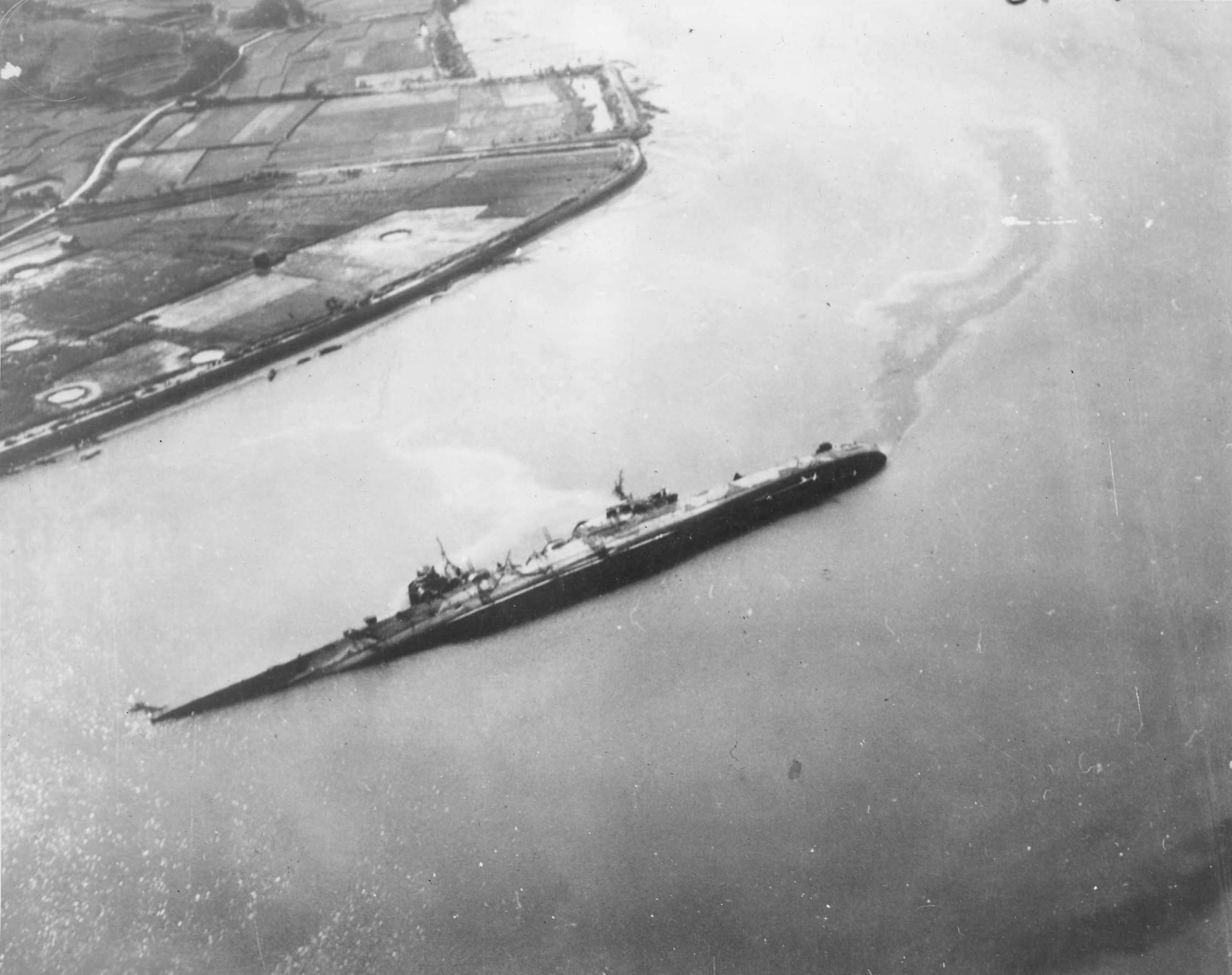
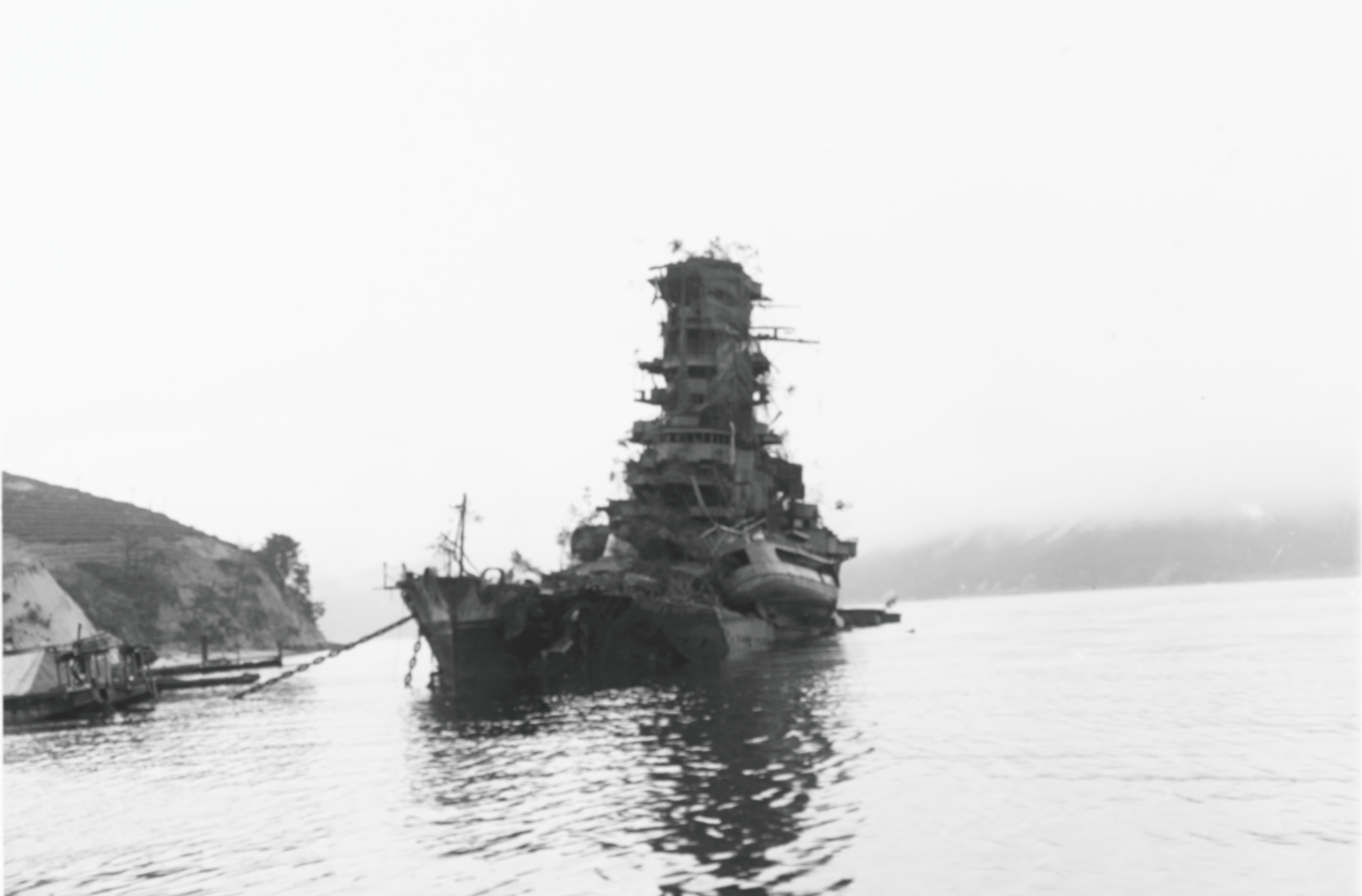
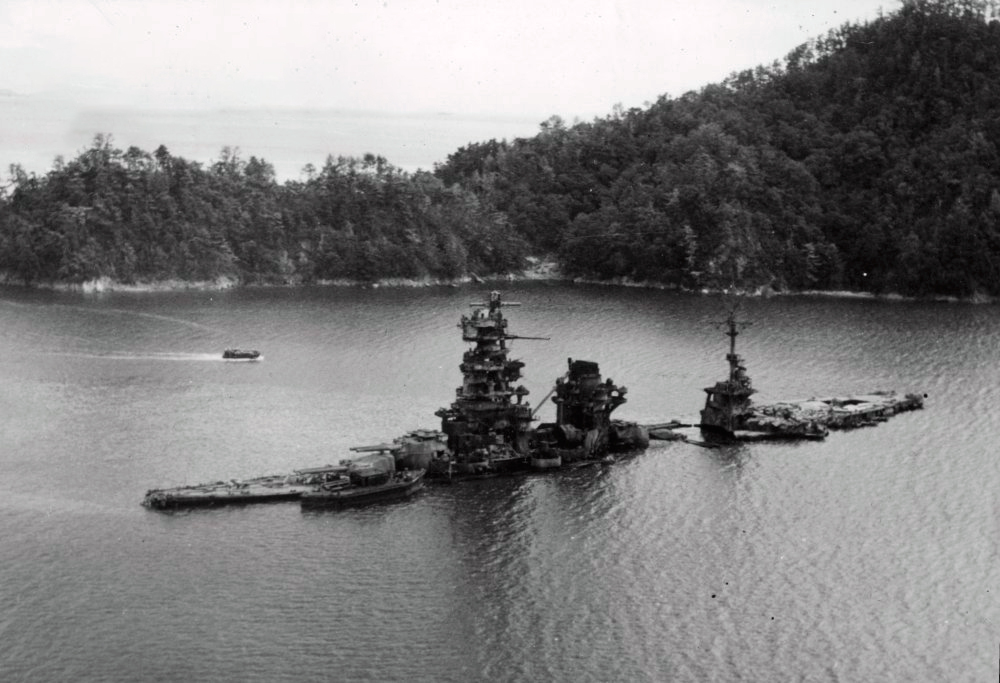
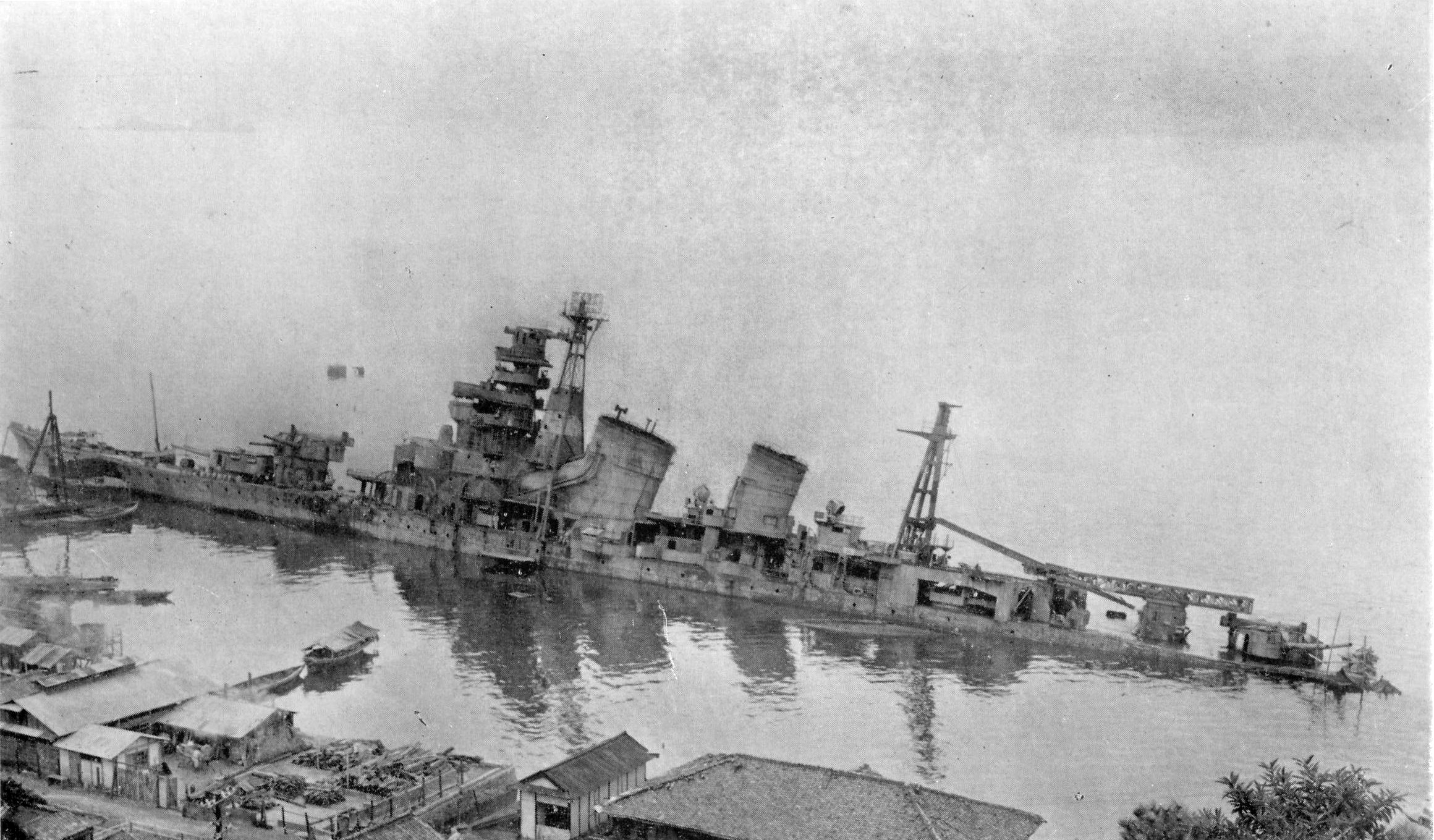
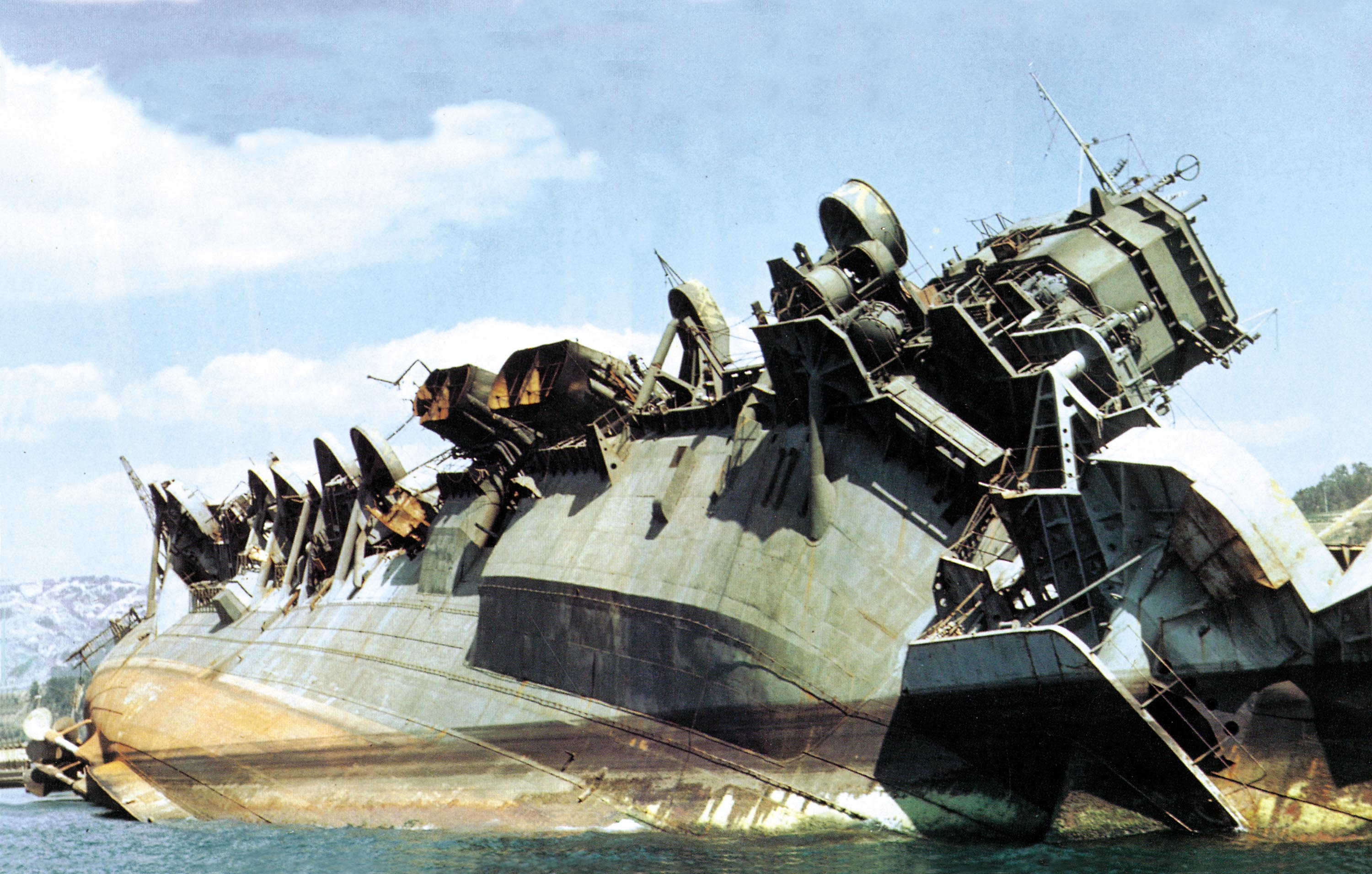
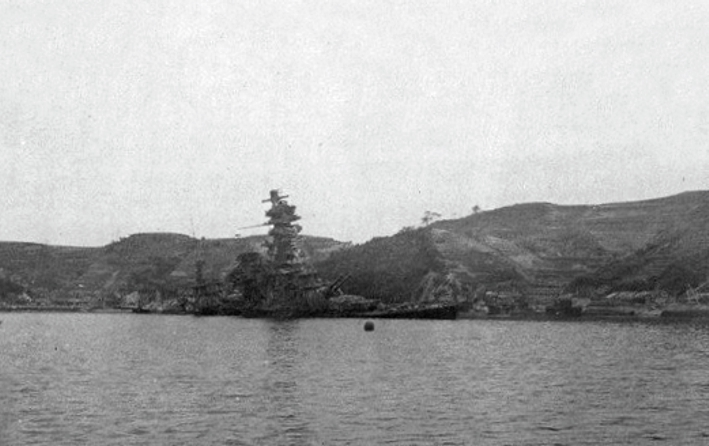